# Nederhop
Sous-genres
Hip-hop alternatif, gangsta rap
Genres associés
Pop-rap, hip-hop instrumental, rapcore, reggaeton, trap, grime
Le hip-hop néerlandais, ou fréquemment appelé Nederhop, désigne la culture et le mouvement associé au hip-hop aux Pays-Bas, inspiré par le hip-hop américain. Le style musical est principalement rappé en néerlandais. Le style émerge à la fin des années 1980 lorsque le rappeur Def P, du groupe de rap Osdorp Posse, d'Amsterdam, a traduit les textes de l'anglais au néerlandais de la base du rap,.

## Histoire

### Années 1990
Aux États-Unis, à la fin des années 1980, le hip-hop aide au développement du hip-hop alternatif, genre dans lequel des groupes ne suivaient en aucun cas les règles du hip-hop stéréotypé. 
Extince, un rappeur originaire de Oosterhout, dans le Brabant-Septentrional, publie le single dans cette veine musicale, intitulé Spraakwater, en 1995. Au départ, aucun label néerlandais souhaitait publier ce single ; il décide alors, avec Kees de Koning, de le publier sous Top Notch, qui deviendra par la suite le label leader néerlandais du hip-hop. Le single devient un véritable succès, et plusieurs autres labels décident de faire de même et de recruter des rappeurs. D'un autre côté, cette scène émergente est perçue d'un sale œil par une partie de la presse. Le groupe Osdorp Posse publiera le single Braakwater, qui lancera la rivalité entre Extince et le groupe d'Amsterdam.
En 1998, Extince publie son premier album Binnenlandse Funk, considéré par beaucoup comme un classique du genre rap néerlandais (ou nederhop). L'album comprend une diss song intitulée Kaal of Kammen, visant Osdorp Posse. Cette même année, le rappeur Brainpower fait ses grands débuts en remportant le Grote Prijs van Nederland dans la catégorie « RnB/hip-hop ».

### Années 2000

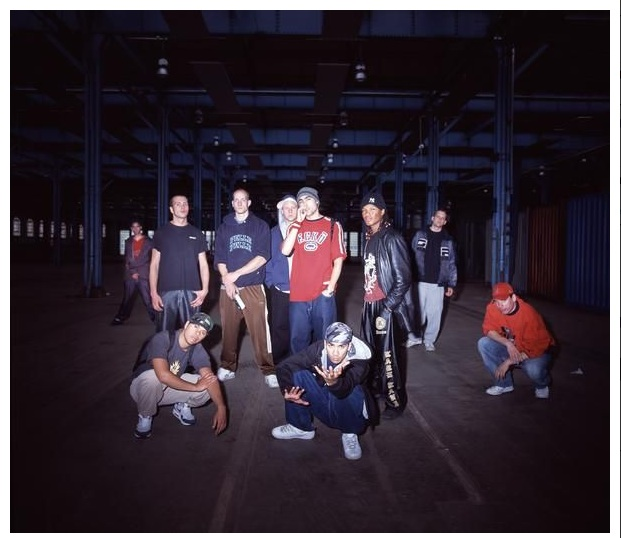
Le groupe DAC, en 2004.

En ce début du millénaire, le hip-hop se développe d'une manière plus que conséquente aux Pays-Bas. Brainpower publie son premier album, Door Merg & Brain, en 2001. L'album, dans lequel le rappeur se confie, est bien accueilli par la presse spécialisée, et lui permet de se populariser. Les singles Je Moest Waarschijnlijk Gaan, qui parle du suicide de son meilleur ami, De Vierde Kaart, qui parle de manque d'amour, en sont un avant-goût. 
En 2002, le groupe De Amersfoortse Coöperatie (DAC),publie son premier album, Didactici. Le groupe comprend les membres Jiggy Djé, Grootmeester Jan, Diggy Dex et Wudstik. Cet album est autopublié et promu grâce à internet. Grâce à cette manière de procéder, le groupe se vend rapidement. Le groupe participe aussi au concours Het Geheim van Utrecht cette même année où ils remportent la finale. DAC sera alors qualifié pour le Grote Prijs van Nederland, et gagnera le premier prix. Raymzter se forge une place grâce à des concours de freestyle et à la sortie de son premier album, Rayalistisch en 2003. Le rappeur devient célèbre grâce à sa hargne et ses métaphores lyriques. L'album comprend le morceau Kutmarokkanen??! (publié en 2002), grâce auquel il attire l'intérêt médiatique, une première dans le pays pour un rappeur marocain.
Vers 2003 ou 2004, les deux rappeurs Brainpower et Extince se disputent la première place. Extince publie l'album 2e Jeugd (2004) qui comprend la diss song Continue, qui vise Brainpower. Il accuse Brainpower de s'être vendu au grand public. Brainpower, qui rencontre un meilleur succès qu'Extince décide de répondre au rappeur avec le morceau Ghostbusters,. Entretemps, une scène hip-hop émerge dans et en dehors de Zwolle, où Opgezwolle occupe la position centrale. D'autres artistes du moment incluront Kubus, Typhoon, Blaxtar et Jawat! En 2003, Top Notch publie l'album Vloeistof, puis l'album Buitenwesten en 2004 qui fait participer toute la scène hip-hop de Zwolle. En 2004 s'organise le Buitenwesten Tour, une tournée qui fait participer Opgezwolle, Kubus, Typhoon, Jawat! et DuvelDuvel.
Zwolle commence à dominer la scène hip-hop. En 2006, Opgezwolle publie son troisième album Eigen Wereld, après lequel Typhoon publie son album tant attendu Tussen licht en lucht. Eigen Wereld atteint la quatrième place de l'Album Top 100, la plus haute distinction pour un album de rap avant d'être détrôné en 2013 par le supergroupe Great Minds qui atteindra la deuxième place du classement. Jiggy Djé du groupe DAC publie son premier album, Noah's ark, à son propre label Noah's Ark. Il devient le premier concurrent sérieux de Top Notch. Les membres de DAC, Diggy Dex, Grootmeester Jan, et Wudstik se mettront à leur propre projet solo, ce qui mènera à la séparation de DAC. 2007 est l'année durant laquelle le groupe Opgezwolle se sépare. Sticky Steez publie son album solo album, Fakkelteit.
Brainpower reçoit, en 2008, un disque d'or pour son album Verschil moet er zijn en 2002. Le rappeur Fresku publie son single Brief aan Kees la même année. Il est produit par Kees de Koning, le patron du label Top Notch.

### Années 2010

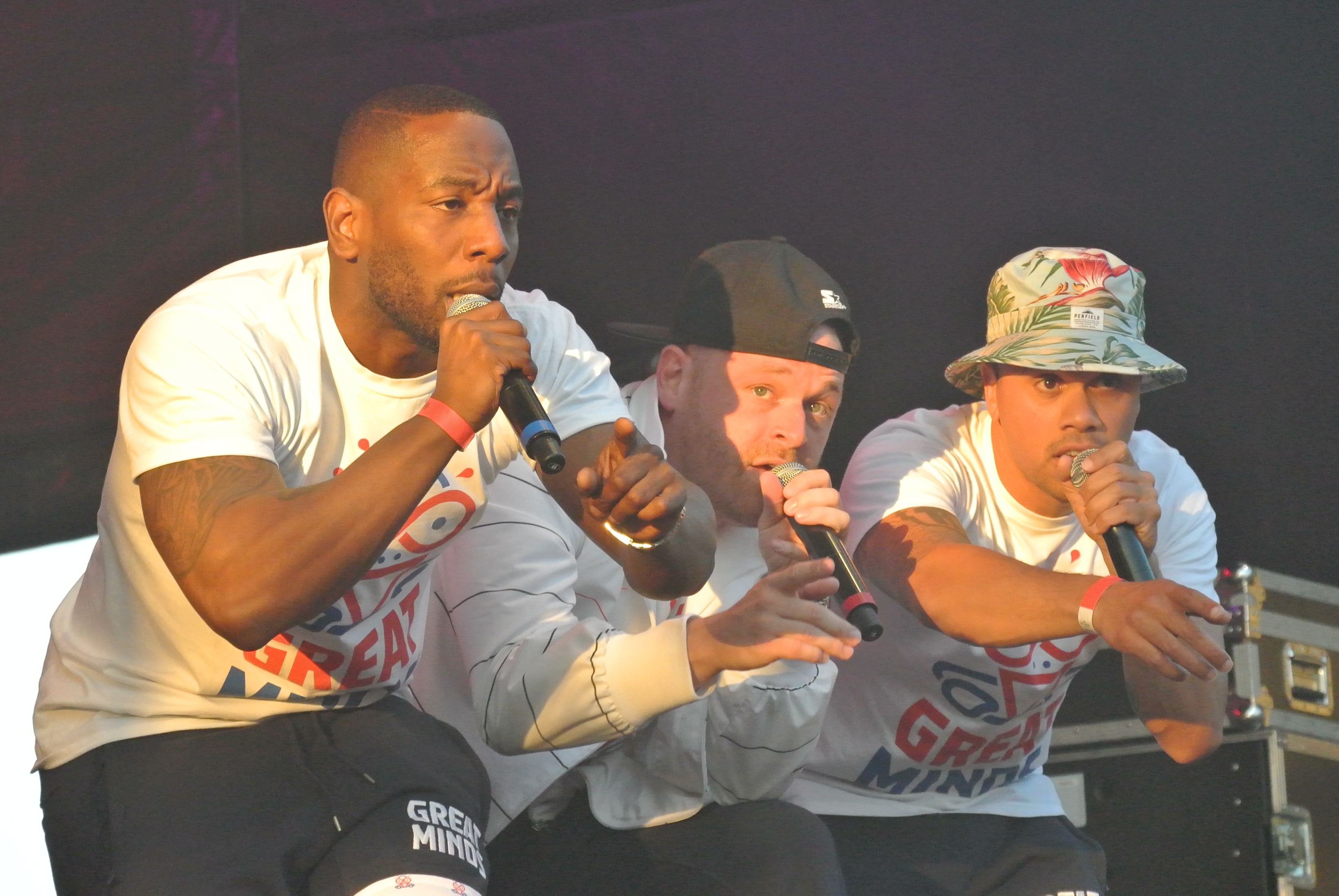
Winne, Sticky Steez et Jiggy Djé du supergroupe Great Minds en 2013.

Depuis les années 2000, plusieurs nouveaux rappeurs font leur apparition sur la scène néerlandaise, notamment: Ali B, Sjaak, Yes-R, Ismo, Lijpe, Boef, 3robi, Sevn Alias et beaucoup d'autres. La majorité des rappeurs aux Pays-Bas sont d'origine marocaine, surinamaise et des antilles néerlandaises.
En 2013, les rappeurs Sticky Steez, Jiggy Djé et Winne s'associent pour former le supergroupe Great Minds. Ils publient l'album Great Minds, qui arrive deuxième de l'Album Top 100. En 2013, Typhoon publie son deuxième album, Lobi Di Basi après sept ans d'absence. Lobi Da Basi est sélectionné par le magazine OOR comme deuxième meilleur album en 2014. Typhoon reçoit également un disque d'or pour l'album en 2015. Il se sera vendu en plus de 20 000 exemplaires en moins d'un an. 
Sticky Steez et Phreako Rico sortent en 2016 un coffret de leurs anciens albums et la réédition des albums d'Opgezwolle en vinyle. Le 9 décembre 2016, Sticks, Rico et Typhoon effectuent le plus gros concert de rap néerlandais dans l'histoire pendant trois heures au Ziggo Dome Amsterdam.